# Jean-Michel Nectoux
Jean-Michel Nectoux (20 de noviembre de 1946) es un musicólogo francés, destacado por ser experto en la vida y la música de Gabriel Fauré. Ha publicado muchos libros sobre Fauré y otros compositores franceses, y ha sido responsable de importantes exposiciones en París.

## Vida y carrera
Nectoux nació en Le Raincy, un suburbio de París. De 1964 a 1968, estudió derecho en la Universidad de París y en la Sorbona, de 1968 a 1970, estudió musicología con Yves Gérard y estética musical con Vladimir Jankélévitch. Su tesis doctoral versó sobre Gabriel Fauré y el teatro. Después de completar un curso de biblioteconomía en la Ecole nationale supérieure des Bibliothéques (1969-70), fue nombrado jefe bibliotecario de la Biblioteca municipal de Versalles (1970-72), y pasó a dirigir el departamento de música de la Biblioteca Nacional de Francia (1972-85), donde supervisó las principales exposiciones acerca de Ravel, Fauré, los Ballets Rusos, Stravinski, y Mahler.
Nectoux se unió al Museo de Orsay en su creación en 1985, como curador jefe de las actividades musicales, conciertos y las exposiciones interdisciplinarias, permaneciendo allí hasta el año 1997. Fue nombrado subdirector de música de Radio Francia, donde organizó una serie de conciertos en el año 2000 la presentación de las obras completas de Debussy. Fue nombrado «conseiller scientifique» del recién creado Institut national d'histoire de l'art. En 2009, se unió a l'Institut de recherche sur le patrimoine musical en France.
Junto a sus nombramientos oficiales, Nectoux, fue secretario del Répertoire international de littérature musicale (RILM) de 1972 a 1985, y editor asistente de la Revista de musicologie (1979-82). En 1980 fundó la serie sobre musicología Harmoniques, que incluyó la publicación de la correspondencia completa de Mozart.
Las áreas de investigación de Nectoux se centran en la música francesa, la literatura y las artes entre los años 1850 y 1925; sus estudios han tratado sobre Proust, Mallarmé, Fauré, Debussy, Ravel, los Ballets Rusos y Stravinski. El Diccionario Grove de la Música y los Músicos considera a Nectoux como «la máxima autoridad en Fauré».